# Striatum
Striatum (neostriatum, nucleus striatum) siva je tvar koja se nalazi u bijeloj tvari (mijelinizirani aksoni) krajnjeg mozga, telencephalona, točnije u subkortikalnom području (području ispod moždane kore koja je također sive boje). Striatum je zajednički naziv za nukleus kaudatus (nucleus caudatus) i putamen, dva od ukupno četiri bazalna ganglija u krajnjem mozgu (telencephalonu).
Bazalni gangliji, uključujući striatum, sudjeluju u modulaciji brojnih procese u motoričkom sustavu čineći na taj način dio važnih neuronskih krugova. Temeljna funkcionalna uloga za frontalni (izvršni) dio mozga su interakcija motivacije, emocija i spoznaja.